# Lesperon
 Lesperon  (en occitano L'Esperon) es una población y comuna francesa, situada en la región de Aquitania, departamento de Landas, en el distrito de Mont-de-Marsan y cantón de Morcenx.

## Demografía

Gráfico de población.